# واخواهی
واخواهی (Lodging a protest) یکی از روش‌های اعتراض به آراء دادگاه‌ها است.
واخواهی به معنی اعتراض به یک حکم یا تصمیم قانونی است. این اعتراض به یک مرجع بالاتر از مرجع صادرکننده حکم یا تصمیم ارائه می‌شود و هدف آن بررسی مجدد پرونده و رفع اشتباهات احتمالی است.
واخواهی با فرجام‌خواهی (تجدیدنظرخواهی) متفاوت است. در فرجام‌خواهی، مرجع بالاتر به ماهیت دعوا و دلایل ارائه شده توسط طرفین رسیدگی می‌کند، در حالی که در واخواهی، صرفاً به بررسی مجدد پرونده و رفع اشتباهات احتمالی پرداخته می‌شود.
در آیین دادرسی مدنی ایران، هر زمان صحبت از واخواهی می‌شود، بیشتر اعتراض به حکم غیابی را می‌رساند.
در نظام قضایی ایران، واخواهی به دو صورت امکان‌پذیر است:
1. واخواهی از آرای غیابی: اگر حکم یا تصمیمی در غیاب یکی از طرفین دعوا صادر شده باشد، آن طرف می‌تواند ظرف مهلت مقرر، درخواست واخواهی کند. در این صورت، دادگاه مجدداً به پرونده رسیدگی کرده و رأی جدید صادر می‌کند.
2. واخواهی از آرای حضوری: در برخی موارد خاص، قانونگذار اجازه واخواهی از آرای حضوری (یعنی آرایی که در حضور طرفین دعوا صادر شده) را نیز داده است. این موارد معمولاً شامل آرای صادره در دعاوی مالی با مبلغ مشخص یا آرای مربوط به مسائل خانوادگی مانند طلاق و حضانت فرزند می‌شود.

در هر دو صورت، درخواست واخواهی باید ظرف مهلت قانونی و با رعایت تشریفات مقرر به مرجع صالح ارائه شود. مرجع صالح برای رسیدگی به واخواهی، معمولاً همان دادگاهی است که حکم یا تصمیم اولیه را صادر کرده است.
مهلت قانونی برای ارائه درخواست واخواهی برای افرادی که مقیم ایران هستند، بیست روز و برای اشخاصی که در خارج از ایران اقامت دارند، ۲ ماه از تاریخ ابلاغ واقعی خواهد بود.